# NGC 5985
NGC 5985 é uma galáxia espiral barrada (SBb) localizada na direcção da constelação de Draco. Possui uma declinação de +59° 19' 55" e uma ascensão recta de 15 horas, 39 minutos e 37,1 segundos.
A galáxia NGC 5985 foi descoberta em 25 de Maio de 1788 por William Herschel.